# Herbert Wimmer
Herbert «Hacki» Wimmer (Eupen, Alemania nazi, 9 de noviembre de 1944) es un exfutbolista alemán que jugaba como centrocampista. Desempeñó toda su carrera en el club alemán Borussia Mönchengladbach (equipo con el que ganó cinco Bundesligas, una Copa de Alemania y una Copa de la UEFA), también formó parte de la selección alemana (La Alemania de Beckenbauer) campeona de la Eurocopa 1972 y la Copa del Mundo de 1974.
Wimmer es un jugador leyenda del Borussia Mönchengladbach, la selección alemana e ícono de la década de principios de los años 1960 y 1970.

## Trayectoria
Wimmer comenzó su carrera como jugador con el modesto Borussia Brand (un lugar cerca de la ciudad de Aquisgrán), pasando por todas las divisiones menores del club. Hacki, (como era conocido), entre 1966 y 1978, jugó en 366 partidos de la Bundesliga para el Borussia Mönchengladbach y anotó 51 goles. Con el club ganó cinco campeonatos nacionales (en 1970, 1971, 1975, 1976 y 1977), la Copa de Alemania en 1973 y la Copa de la UEFA en 1975.
Comenzó como alero, pero en Mönchengladbach su papel era principalmente cubrir defensivamente a la estrella del equipo en esa época, el centrocampista Günter Netzer. Su resistencia física, el pulmón de hierro, era una de sus principales características. Fue considerado como un dechado de un jugador que nunca se queda sin energía.
Tras 460 partidos, 10 temporadas, 7 títulos y 68 goles, Wimmer dejó el Borussia Mönchengladbach y se retiró del fútbol en 1978 a la edad de 34 años.
Hizo parte de una de las mejores generaciones que ha visto el Borussia Mönchengladbach junto a otros grandes jugadores del club como Berti Vogts, Günter Netzer, Jupp Heynckes y otros; Wimmer se encuentra en el selecto grupo de jugadores que desarrollaron toda su carrera en un mismo equipo.

## Selección nacional
Tras jugar 4 partidos con la selección sub-23, es llamado a la selección mayor y hace su debut el 23 de noviembre de 1968 contra Chipre, jugando los 90 minutos.
Fue internacional con la selección de Alemania Federal en un total de 36 ocasiones y convirtió 4 goles. Formó parte de la selección campeona de la Eurocopa 1972 (anotando el segundo gol de la final que terminó en victoria por 3-0 ante la Unión Soviética), y siendo parte del equipo del torneo. También estuvo presente en la selección campeona de la Copa Mundial de 1974, la disciplina táctica y la excelente habilidad para correr durante años a nivel internacional al servicio de la Mannschaft fueron capaces de hacer extraordinario a Wimmer. Debido a su participación en dicho mundial, recibió el Laurel de Plata ese mismo año.
Wimmer estuvo presente con su selección durante un lapso de 8 años, dejando el combinado nacional en 1978.

### Participaciones en Copas del Mundo
| Mundial                        | Sede             | Resultado | Partidos | Goles |
| ------------------------------ | ---------------- | --------- | -------- | ----- |
| Copa Mundial de Fútbol de 1974 | Alemania Federal | Campeón   | 2        | 0     |

### Participaciones en Eurocopas
| Eurocopa      | Sede              | Resultado  | Partidos | Goles |
| ------------- | ----------------- | ---------- | -------- | ----- |
| Eurocopa 1972 | Bélgica           | Campeón    | 2        | 1     |
| Eurocopa 1976 | RFS de Yugoslavia | Subcampeón | 2        | 0     |

## Clubes
| Club                     | País             | Año       |
| ------------------------ | ---------------- | --------- |
| Borussia Mönchengladbach | Alemania Federal | 1966-1978 |

## Palmarés

### Campeonatos nacionales
| Título           | Equipo                   | País             | Año  |
| ---------------- | ------------------------ | ---------------- | ---- |
| Bundesliga       | Borussia Mönchengladbach | Alemania Federal | 1970 |
| Bundesliga       | Borussia Mönchengladbach | Alemania Federal | 1971 |
| Copa de Alemania | Borussia Mönchengladbach | Alemania Federal | 1973 |
| Bundesliga       | Borussia Mönchengladbach | Alemania Federal | 1975 |
| Bundesliga       | Borussia Mönchengladbach | Alemania Federal | 1976 |
| Bundesliga       | Borussia Mönchengladbach | Alemania Federal | 1977 |

### Copas internacionales
| Título                 | Equipo                   | Sede                    | Año  |
| ---------------------- | ------------------------ | ----------------------- | ---- |
| Eurocopa               | Alemania Federal         | Bélgica                 | 1972 |
| Copa Mundial de Fútbol | Alemania Federal         | Alemania Federal        | 1974 |
| Copa de la UEFA        | Borussia Mönchengladbach | Enschede (Países Bajos) | 1975 |

### Distinciones individuales
| Distinción                                 | Año  |
| ------------------------------------------ | ---- |
| Parte del Equipo del Torneo de la Eurocopa | 1972 |

## Condecoraciones
| Distinción      | Año  |
| --------------- | ---- |
| Laurel de Plata | 1974 |